# Laannguaq Lynge
Laannguaq Bolethe Caroline Lynge (geb. Vahl, nach alter Rechtschreibung Lãnguaĸ Lynge; * 20. Juni 1943 in Qanngui) ist eine grönländische Politikerin (Siumut) und Bibliothekarin.

## Leben
Sie wurde 1943 als eines von sechs Kindern in einer lange verlassenen Siedlung südwestlich von Narsaq geboren. Ihre Eltern waren Lars Hoseas Morten Vahl (1908–1960) und Kirsten „Kiistaaraq“ Merab Malene Egede (1908–1953). Der Name Vahl geht auf den Botaniker Jens Vahl (1796–1854) zurück. Am 13. Mai 1967 heiratete sie Niels Henrik Lynge (* 1937), der später Programmdirektor bei Kalaallit Nunaata Radioa wurde. Er war der Sohn des Schriftstellers Hans Lynge (1906–1988) und der Bruder des Politikers Torben Emil Lynge (1940–2023). Das Paar bekam drei Söhne: Pavia Josef (* 1967), Mads David (* 1970) und Hans Kristian (* 1971).
Sie besuchte von 1950 bis 1957 die Schule in Narsaq und von 1957 bis 1959 die Efterskole in Qaqortoq, dann bis 1963 die Realschule in Nuuk und schließlich bis 1966 ein Gymnasium in Silkeborg. Sie ließ sich anschließend von 1968 bis 1969 an der Dänischen Bibliotheksschule als Bibliothekarin ausbilden. Im Jahr 1972 wurde sie an der Grönländischen Landesbibliothek angestellt. 1985 wurde sie die Leiterin der Groenlandica, wo sie bis 1989 blieb. Von 1993 bis 1995 arbeitete sie wieder in der Landesbibliothek und ab 1995 war sie Bibliotheksberaterin. Von 1993 bis 1997 war sie Aufsichtsratsvorsitzende von Nuup Bussii.
Laannguaq Lynges politische Karriere begann 1983, als sie sich zur Kommunalwahl aufstellen ließ und in den Rat der Gemeinde Nuuk gewählt wurde. Bei den nachfolgenden Wahlen wurde sie jeweils wiedergewählt. Sie trat bei der Parlamentswahl in Grönland 1991 an, erhielt aber nicht genügend Stimmen für einen Parlamentssitz. Im selben Jahr wurde sie Bürgermeisterin der Gemeinde Nuuk, nachdem Kunuk Lynge im Amt verstorben war. Sie brachte die Amtsperiode bis 1993 zu Ende. Sie trat als Stellvertreterin für Agnethe Davidsen bei der Parlamentswahl 1995 an. Als Agnethe Davidsen nach der Bürgermeisterwahl 1997 aus dem Parlament zurücktrat, kam Laannguaq Lynge für sie ins Inatsisartut und blieb dort bis zum Ende der Legislaturperiode 1999. Bei der Parlamentswahl 1999 erhielt sie nicht mehr genügend Stimmen und schied aus dem Inatsisartut aus. 2001 schied sie auch aus dem Gemeinderat aus. Anschließend trat sie nicht mehr zu Wahlen an.